# Marek Szypulski
Marek Szypulski (ur. 21 maja 1946 w Warszawie) – polski pisarz; prezes Polskiego Funduszu Humanitarnego.

## Życiorys
Urodził się 21 maja 1946 r. w Warszawie w rodzinie Jerzego i Anieli z Parzuchowskich. Dzieciństwo spędził w Warszawie. Po ukończeniu Liceum Ogólnokształcącego im. króla Władysława IV w 1965 r., rozpoczął studia języka i cywilizacji rosyjskiej, które przerwał w 1966 r. by podjąć studia filozoficzne i socjologiczne w Akademii Teologii Katolickiej w Warszawie, które ukończył w 1973 r. magisterium z socjologii rodziny pod kierunkiem dr Jadwigi Komorowskiej. W 2000 r. uzyskał doktorat nauk humanistycznych w Uniwersytecie Kardynała Stefana Wyszyńskiego w Warszawie.
Od 1973 roku mieszka we Francji. W 1978 r. uzyskał obywatelstwo francuskie.
W latach 1973–1986 pracował w Bibliotece Instytutu Języków i Cywilizacji Wschodnich (Institut National des Langues et Civilisations Orientales) w Paryżu, oraz współpracował z Instytutem Literackim, Biblioteką Polską, Księgarnia Polską i miesięcznikiem Nasza Rodzina.
W latach 1986–1992 prowadził pracownię opraw i konserwacji druków „La Renaissance du Livre” w Montluçon.
Od 1992 do 2012 r. był dyrektorem Domu Spokojnej Starości Polskiego Funduszu Humanitarnego w Lailly-en-Val.
W tym czasie był inicjatorem i organizatorem:
- Warsztatów Artystycznych im. Józefa Czapskiego dla profesorów i studentów Akademii Sztuk Pięknych w Krakowie,
- Nagrody im. Józefa Czapskiego dla uczniów Zespołu Szkół Plastycznych w Krakowie,
- Transportów darów sprzętu medycznego dla: Domu Pomocy Społecznej im. Helców w Krakowie, Domu Weteranów Artystów Scen Polskich w Skolimowie, Association Handicap Médicalisé pour l’Afrique, Infirmerii Zgromadzenia Sióstr św. Wincentego à Paulo w Krakowie, Collegium Medicum Uniwersytetu Jagiellońskiego, Domu Pomocy Społecznej dla Dzieci Niepełnosprawnych w Tarnowie, Domu Opieki Caritas Archidiecezji Krakowskiej w Zatorze.
- Spotkań pomiędzy władzami miast Beaugency i Swiątniki Górne, oraz dyrektorami szpitala w Beaugency i Domu Pomocy Społecznej im. Helclów w Krakowie, które zaowocowały podpisaniem umów o miastach partnerskich i współpracy,
- Tygodnia polskiego w Beaugency,
- Uroczystości 50-lecia Polskiego Funduszu Humanitarnego, w których wzięła udział pani prezydentowa Maria Kaczyńska,
- Budowy pomników dla uczczenia pamięci lotników polskich poległych w Lailly-en-Val w 1944 r., oraz pensjonariuszy Domu Polskiego Funduszu Humanitarnego.

Członek Towarzystwa Historyczno-Literackiego w Paryżu oraz Polskiego Funduszu Humanitarnego, którego jest prezesem od 2013 r.

## Działalność
Kolekcjoner poloników, darczyńca Biblioteki Narodowej w Warszawie, Biblioteki Uniwersytetu Warszawskiego, Biblioteki Polskiej w Paryżu, Muzeum Narodowego w Warszawie, Gdańsku i Krakowie, Muzeum Literatury im. Adama Mickiewicza, Muzeum Drukarstwa Warszawskiego, Fundacji Dzieło Nowego Tysiąclecia, Centrum Młodzieży im. dr. Jordana w Krakowie, Muzeum Polskiego w Rapperswilu, Instytutu Polskiego i Muzeum im. Generała Sikorskiego w Londynie, Muzeum Archidiecezji Warszawskiej, Państwowego Muzeum na Majdanku, Muzeum im. Kardynała Adama Kozłowieckiego, Muzeum Okręgowego Ziemi Kaliskiej, Muzeum Historii Polski oraz Muzeum Historii Żydów Polskich POLIN.

## Publikacje
- Magister Samuel Typographus. Rzecz o Samuelu Tyszkiewiczu, drukarzu emigracyjnym (1889-1954), Kraków: Wydawnictwo „Dęby Rogalińskie”, 2004, ISBN 83-919577-2-1, OCLC 62505639 [dostęp 2020-07-09]. Brak numerów stron w książce
- Moja przygoda z Samuelem Tyszkiewiczem, nakładem autora, 2008, OCLC 316598263 [dostęp 2020-07-09]. Brak numerów stron w książce
- Wyrwane kartki, 2015,
- poezje i artykuły w miesięczniku Nasza Rodzina (Paryż).

## Nagrody i odznaczenia
- 1995 – Krzyż Kawalerski Orderu Zasługi Rzeczypospolitej Polskiej,
- 2001 – Nagroda Brata Alberta Chmielowskiego za działalność charytatywną w Polsce i Francji,
- 2007 – Krzyż Oficerski Orderu Zasługi Rzeczypospolitej Polskiej,
- 2011 – Srebrny medal „Plus ratio quam vis” Uniwersytetu Jagiellońskiego,
- 2011 – Odznaczenie Uniwersytetu Kardynała Stefana Wyszyńskiego.